# Södra Äbbtjärnarna (Järna socken, Dalarna, 672029-140611)
Södra Äbbtjärnarna är en sjö i Vansbro kommun i Dalarna och ingår i Dalälvens huvudavrinningsområde.